# Choix européen
Choix européen (Scelta Europea, en italien, abrégé en SC) est une coalition de partis politiques italiens, formée à l'occasion des élections européennes de 2014. La coalition a été formée, principalement  autour du parti Choix civique,  pour soutenir la candidature de l'ancien premier ministre belge, Guy Verhofstadt au nom de l'Alliance des libéraux et des démocrates pour l'Europe à la présidence de la Commission européenne.
La liste est soutenue par le Centre démocrate, Faire pour arrêter le déclin et Choix civique pour l'Italie qui sont les trois symboles présents sur le symbole électoral, mais aussi par des partis mineurs comme le Parti républicain italien, l'Alliance libéral-démocrate pour l'Italie, le Parti libéral italien, le Mouvement des conservateurs et des réformistes sociaux, le Parti fédéraliste européen et différents mouvements politiques,,. 
La liste a également reçu le soutien de l'ancien Président du Conseil des ministres, Romano Prodi,.
Aux élections, enfin, la liste n'a obtenu que 0,71% des voix, sans élire aucun député européen.